# 蒙特福特
蒙特福特（荷蘭語：Montfoort）是荷蘭的一個市镇，位於烏德勒支省。蒙特福特在1329年獲得城市地位。

## 外部連結
- 维基共享资源上的相關多媒體資源：蒙特福特
- Official website （页面存档备份，存于）